# С. С. Д.
«С. С. Д.» — слэшер режиссёра Вадима Шмелёва, вышедший в прокат в 2008 году.

## Сюжет
1984 год, пионерский лагерь «Лесная поляна» в Подмосковье. Пионервожатая отправилась на свидание, а вожатый, оставшись один, развлекал пионеров страшными историями об автобусе со шторками на окнах, водителе с лошадиной головой и мёртвых пассажирах без голов. Тем временем вполне реальный маньяк, некто Федотов, известный как Одинцовский потрошитель, убивает вожатую и её парня, после чего на глазах у пионера втыкает серп себе в сердце.
2008 год, кастинг на участие в реалити-шоу «Пионерлагерь». Отбирают по пять парней и девушек, претендующих на главный приз — один миллион рублей. Их привозят на территорию пионерлагеря «Лесная поляна», где они встречаются с ведущей. Территория лагеря оборудована камерами видеонаблюдения, так что участники шоу постоянно находятся в кадре, им раздают микрофоны и отбирают мобильные телефоны. Невидимый режиссёр, голос которого изменён компьютерным способом, общается с игроками.
Первое задание от «голоса» — провести пробную репетицию голосования якобы перед выходом в прямой эфир. Чтобы избежать возникших трений между игроками, начинающий актёр Фёдор предлагает голосовать против него. Как «выбывший» он идёт по аллее на видеокамеру — и получает стрелу в голову.
Этот эпизод попал в эфир телекомпании, организующей шоу. В пионерлагерь прибыл спецназ, но участников шоу не обнаруживают. Оперативное следствие устанавливает, что эпизод «прямого эфира» был снят неделю назад. С этого момента в фильме параллельно идут две сюжетные линии, одна из которых повествует историю трагических событий в пионерлагере, другая — о ходе следственного разбирательства.
«Голос» сообщает игрокам об изменившихся правилах: игра ведётся не на деньги, а на жизнь. Безликий компьютерный голос время от времени рассказывает очередную детскую страшилку, после чего один из игроков умирает смертью, описанной в этой страшилке. Игроки пытаются активно сопротивляться действиям маньяка: выбрасывают микрофоны, обыскивают здание, уничтожают громкоговорители (хоть по ним они и узнавали планы маньяка) и видеокамеры, вооружаются… При этом их количество неумолимо сокращается.
Оставшиеся шестеро игроков и ведущая забаррикадировались в одной из комнат. «Голос» предлагает им самостоятельно, путём голосования определить следующую жертву. Тут-то каждый и смог проявить себя. А у маньяка оставалось в запасе ещё несколько сюрпризов. Ведь среди участников находится тот, кто «съел мёртвое сердце». А главное, хотя сами ребята уверены, что человек в лошадиной маске собирается убить их всех, сам он действительно хочет оставить одного в живых: того, кто увидит демона, которому нравится играть с людьми.

## В ролях
| Актёр              | Роль                                     |
| ------------------ | ---------------------------------------- |
| Анфиса Чехова      | Алиса Тен, ведущая реалити-шоу           |
| Евгения Хиривская  | Яна                                      |
| Игорь Арташонов    | Сергей Андреевич Топильский, следователь |
| Дмитрий Кубасов    | Саша, хакер                              |
| Екатерина Копанова | Вера                                     |
| Стас Эрдлей        | Алекс, гот                               |
| Артём Мазунов      | Паша                                     |
| Станислав Шмелёв   | Федор                                    |
| Иван Николаев      | Егор                                     |
| Александр Макогон  | Кирилл, телепродюсер                     |
| Екатерина Носик    | Даша                                     |
| Карина Мындровская | Лика                                     |
| Павел Сметанкин    | Мухин, помощник следователя              |
| Сергей Бурунов     | режиссёр                                 |
| Вероника Иващенко  | Настя                                    |
| Данила Ариков      | ведущий                                  |
| Ксения Туркова     | ведущая новостей «24» на РЕН ТВ (камео)  |
| Виктор Рябов       | специалист                               |
| Ирина Ефремова     | вожатая                                  |
| Андрей Хворов      | водитель                                 |
| Дмитрий Ломовский  | вожатый                                  |
| Алексей Янин       | парень                                   |
| Юрий Быков         | маньяк в маске                           |

## Музыка, использованная в фильме
- «Банды». Исполнитель: группа «Мумий Тролль». Автор музыки и текста Илья Лагутенко
- «Всё будет О-О!». Исполнитель: группа «VIA ЧАППА # 1». Автор музыки и текста: Патрик, Асман, Яман Ай
- «Лезвия». Исполнитель: группа «Лакмус». Авторы музыки и текста: И. Акимцева, Н. Андрющенко
- «Марш пионерских дружин». Автор музыки: Н.Губарьков. Автор текста: Г.Ходосов

## Критика
Фильм получил смешанные отзывы кинокритиков.